# Locate Varesino
Locate Varesino (lombardul: Locaa) település Olaszországban, Lombardia régióban, Como megyében. Lakosainak száma 4297 fő (2023. január 1.). Locate Varesino Carbonate, Fagnano Olona, Gorla Maggiore, Tradate és Cairate községekkel határos.

## Népesség
A település lakossága az elmúlt években az alábbi módon változott:
| Lakosok száma | 4365 | 4311 | 4297 |
|               | 2017 | 2018 | 2023 |